# Ôka Ryôran
Ôka Ryôran, es el tercer sencillo de Kaya(ex- Schwarz Stein ). Con 桜 presenta ambas canciones del sencillo, el sencillo presenta el principio del verano Japonés.
"桜花" (Ôka) fue compuesta por el ex-teclista de la banda Velvet Eden, KALM, y 繚乱 (Ryôran) por Hora
Lista de canciones
1. "桜花 (ôka)" - 5:24
2. "繚乱 (ryôran)" - 4:37